# Renato Pasini
Renato Pasini (Gazzaniga, 31 luglio 1977) è un ex fondista italiano.
Fabio è suo fratello, a sua volta fondista di alto livello.

## Biografia
Specialista delle gare sprint originario di Valgoglio e residente a Gromo, ha debuttato in campo internazionale ai Mondiali juniores del 1996, senza ottenere risultati di rilievo.
In Coppa del Mondo ha esordito il 17 marzo 2000 nella 10 km a tecnica classica di Bormio (77°), ha ottenuto il primo podio il 14 febbraio 2003 nella sprint a squadre a tecnica libera di Asiago (3°) e la prima vittoria il 21 gennaio 2007 nella sprint a tecnica libera di Rybinsk. Nella stagione 2008-2009 si è classificato al secondo posto nella Coppa del Mondo di sprint.
In carriera ha partecipato a due edizioni dei Giochi olimpici invernali, Torino 2006 (18° nella sprint) e Vancouver 2010 (20° nella sprint, 8° nella sprint a squadre), e a cinque dei Campionati mondiali, vincendo l'oro nella sprint a squadre tecnica libera a Sapporo 2007, in coppia con Cristian Zorzi; in campo individuale il suo miglior risultato iridato è stato il 14º posto nella sprint di Liberec 2009.

## Palmarès

### Mondiali
- 1 medaglia:
  - 1 oro (sprint a squadre a Sapporo 2007)

### Coppa del Mondo
- Miglior piazzamento in classifica generale: 20º nel 2009
- 7 podi (3 individuali, 4 a squadre):
  - 2 vittorie (individuali)
  - 1 secondo posto (a squadre)
  - 4 terzi posti (1 individuale, 3 a squadre)

#### Coppa del Mondo - vittorie
| Data            | Luogo   | Paese  | Disciplina |
| --------------- | ------- | ------ | ---------- |
| 21 gennaio 2007 | Rybinsk | Russia | Sprint TL  |
| 31 gennaio 2009 | Rybinsk | Russia | Sprint TL  |

Legenda:

TC = tecnica classica

TL = tecnica libera

### Campionati italiani
- 6 medaglie[1]:
  - 1 oro (sprint nel 2008)
  - 4 argenti (sprint nel 2003; sprint nel 2004; sprint nel 2006; sprint nel 2013)
  - 1 bronzo (sprint nel 2009)